# Giovanni Cantacuzeno (pinkernes)
Giovanni Cantacuzeno in greco Ἱωάννης Καντακουζηνός? (1190 – 1257) fu governatore del thema Thrakesion tra il 1244 e il 1249, con i titoli di doux e pinkernēs.
Nel 1249 comandò una spedizione inviata dall'imperatore Giovanni III Vatatze contro i genovesi che avevano invaso e preso il controllo di Rodi durante l'assenza del governatore Giovanni Gabala.
Verso la fine della sua vita Giovanni Cantacuzeno si fece monaco, adottando il nome monastico di Joannikios, e morì poco prima del 1257.
Donald Nicol fornisce elementi a sostegno dell'identificazione di questo Giovanni con Giovanni Cantacuzeno Comneno Angelo, che era il marito di Irene Comneno Paleologa, sorella di Michele VIII Paleologo. I figli noti di questa coppia sono:
- Teodora, che sposò in prime nozze Giorgio Muzalon, ed in seconde Giovanni Raulo Petralife;
- Maria, moglie di Costantino Tikh;
- Anna, moglie di Niceforo I Comneno Ducas;
- Eugenia, moglie di Sirgianni e madre di Sirgianni Paleologo;
- Una possibile quinta figlia di cui non si conosce il nome, che sposò Teodoro Muzalon.